# Selecció d'hoquei sobre gel de la Unió Soviètica
La selecció d'hoquei sobre gel de la Unió Soviètica va ser l'equip nacional d'hoquei sobre gel masculí de la Unió Soviètica. A partir de 1954, l'equip va guanyar almenys una medalla cada any al Campionat del Món d'hoquei sobre gel o als Jocs Olímpics, i entre 1964 a 1992 va guanyar disset Campionats del Món d'hoquei i set medalles d'or als Jocs Olímpics.
Després de la dissolució de la Unió Soviètica el 1991, va competir com a Equip Unificat als Jocs Olímpics d'Hivern de 1992 i, després, com a selecció de Rússia al Campionat del Món de 1992. Altres antigues repúbliques soviètiques (Belarús, Estònia, Kazakhstan, Letònia, Lituània i Ucraïna) van establir les seves pròpies seleccions nacionals el mateix any. La Federació Internacional d'Hoquei sobre Gel (IIHF) va reconèixer la Federació d'Hoquei sobre Gel de Rússia com a successora de la federació d'hoquei de la Unió Soviètica.
El 2008, l'equip All-Star del centenari de l'IIHF va incloure quatre jugadors soviètics d'un equip de sis: el porter Vladislav Tretiak, el defensa Viatxeslav Fetíssov i els davanters Valeri Kharlàmov i Sergei Makàrov que van jugar als anys 1970 i 1980.

## Història
L'hoquei sobre gel va introduir-se a la Unió Soviètica a la dècada del 1940, tot i que el bandy, un joc similar que es juga en una pista de gel més gran, ja era popular al país. Va ser durant una gira del FK Dinamo Moscou pel Regne Unit l'any 1945 que els representants soviètics van tenir la idea d'establir un programa d'hoquei sobre gel atès que els jugadors de futbol russos estaven més interessats a veure els jugadors canadencs jugar a hoquei que no pas a futbol. La Lliga d'hoquei sobre gel soviètica es va inaugurar el 1946 i la selecció nacional es va formar poc després, jugant els seus primers partits d'exhibició contra el LTC Praga el 1948.
La selecció tenia previst competir al Campionat del Món de 1953 a Suïssa, però a causa d'una lesió de Vsévolod Bobrov es va decidir no assistir-hi. Va debutar al Campionat del Món de 1954 a Estocolm, on l'equip va guanyar la medalla d'or derrotant la selecció del Canadà a l'últim partit per un resultat de 7-2. Val a dir, però, que fins al 1977, els jugadors professionals no van poder participar al Campionat del Món, i no va ser fins al 1988 que van poder jugar als Jocs Olímpics d'Hivern. A la dècada del 1970, diverses federacions nacionals d'hoquei, com la del Canadà, van protestar per l'ús de l'estatus d'aficionats per als jugadors dels equips del Bloc de l'Est i fins i tot es van retirar dels Jocs d'Hivern de 1972 i 1976 com a protesta.
Les reformes de la dècada del 1980 a la Unió Soviètica va permetre a alguns jugadors de traslladar-se a Amèrica del Nord a jugar a la National Hockey League, tot i que les autoritats es van mostrar reticents en primera instància.